# Gifted Unlimited Rhymes Universal
Gifted Unlimited Rhymes Universal – czwarty album amerykańskiej grupy hip-hopowej Group Home, wydany  24 września 2010 roku.

## Lista utworów
| Nr | Tytuł                 | Czas | Producent           | Gościnnie                     |
| -- | --------------------- | ---- | ------------------- | ----------------------------- |
| 1  | "Intro"               | 1:30 | Swiss Boy           |                               |
| 2  | "G.U.R.U."            | 3:37 | DJ Idem             | Jeru the Damaja               |
| 3  | "Pay Attention"       | 3:01 | Guru, Lil' Dap      | Guru, Smiley The Ghetto Child |
| 4  | "Get Out The Car"     | 2:12 | DJ Rad              |                               |
| 5  | "Ghetto Soldiers"     | 4:04 | DJ Lord Ron         | Young Luchiano                |
| 6  | "Up Against The Wall" | 3:24 | DJ Lord Ron         | Lord Jamar, MC Ace            |
| 7  | "Ears To The Streets" | 3:48 | DJ Lord Ron         | Young Luchiano                |
| 8  | "Bodega"              | 2:15 | DJ Lord Ron         |                               |
| 9  | "You Got It"          | 3:55 | Swiss Boy           |                               |
| 10 | "Bright Lights"       | 2:47 | E Water, Group Home |                               |
| 11 | "Brooklyn"            | 1:52 | E Water             |                               |
| 12 | "The Realness 2010"   | 3:13 | Cash Flow           | Blackadon, Black              |
| 13 | "The Legacy"          | 4:06 | DJ Premier          | Guru                          |
| 14 | "Be Like That"        | 4:39 | Blackadon, Guru     | Agallah, Lil' Dap             |
| 15 | "Sista Love (Outro)"  | 2:10 | Swiss Boy           |                               |